# Jacques I av Monaco
Jacques I av Monaco, Jacques François Léonor Goyon de Matignon Grimaldi, född 21 november 1689, död 23 april 1751, var en monark (furste) av Monaco, gift med Louise-Hippolyte av Monaco.

## Biografi
Jacques I var son till Jacques Goyon, greve av Thorigny, och Charlotte Goyon, grevinna av Thorigny.
Han valdes ut till äktenskap med Monacos tronföljare Louise Hippolyte av Monaco därför att han var arvtagare till Thorigny, och valet stöddes av Ludvig XIV som ville behålla franskt inflytande i Monaco. Bröllopet var ett av de första evenemang Ludvig XV närvarade vid 1715 och äktenskapet blev olyckligt. Jacques föredrog att leva vid hovet i Versailles, där han hade ett antal älskarinnor.
Paret anlände till Monaco vid tronbestigningen 1731. Kort därefter dog hustrun. Jacques tvingades på allmän begäran lämna landet 1732 och abdikerade året därpå. Han levde resten av sitt liv vid franska hovet.

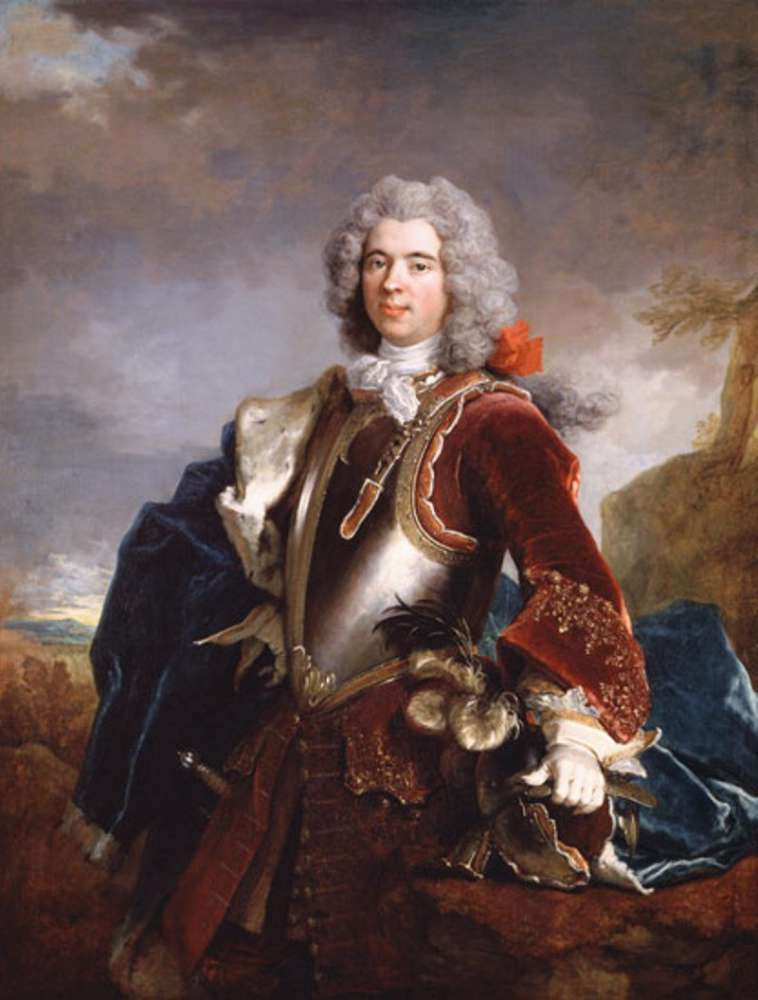
Jacques I av Monaco

## Barn
1. Antoine Charles Marie Grimaldi (1717–1718), markis av Baux och greve av Matignon.
2. Charlotte Thérèse Nathalie Grimaldi (1719–1790) nunna i klostret Marie besöks orden.
3. Honoré Grimaldi (1720–1795 med  Maria Caterina Brignole.
4. Charles Marie Auguste Grimaldi  (1722–1749), greve av Carladés, greve av Matignon.
5. Jacques Grimaldi  (1723–1723)
6. Louise Françoise Grimaldi  (1724–1729), Mademoiselle des Baux.
7. François Charles Grimaldi (1726–1743), greve av Thorigny.
8. Charles Maurice Grimaldi (1727–1798), greve av Valentinois;  med Marie Christine de Rouvroy;
9. Marie Françoise Thérése Grimaldi (1728–1743), Mademoiselle d'Estouteville.